# Amphoe Pai
Pai (thaï : ปาย) est un amphoe de la province de Mae Hong Son, dans le nord de la Thaïlande

## Points d'intérêt
- Parc national Huai Nam Dang (en)

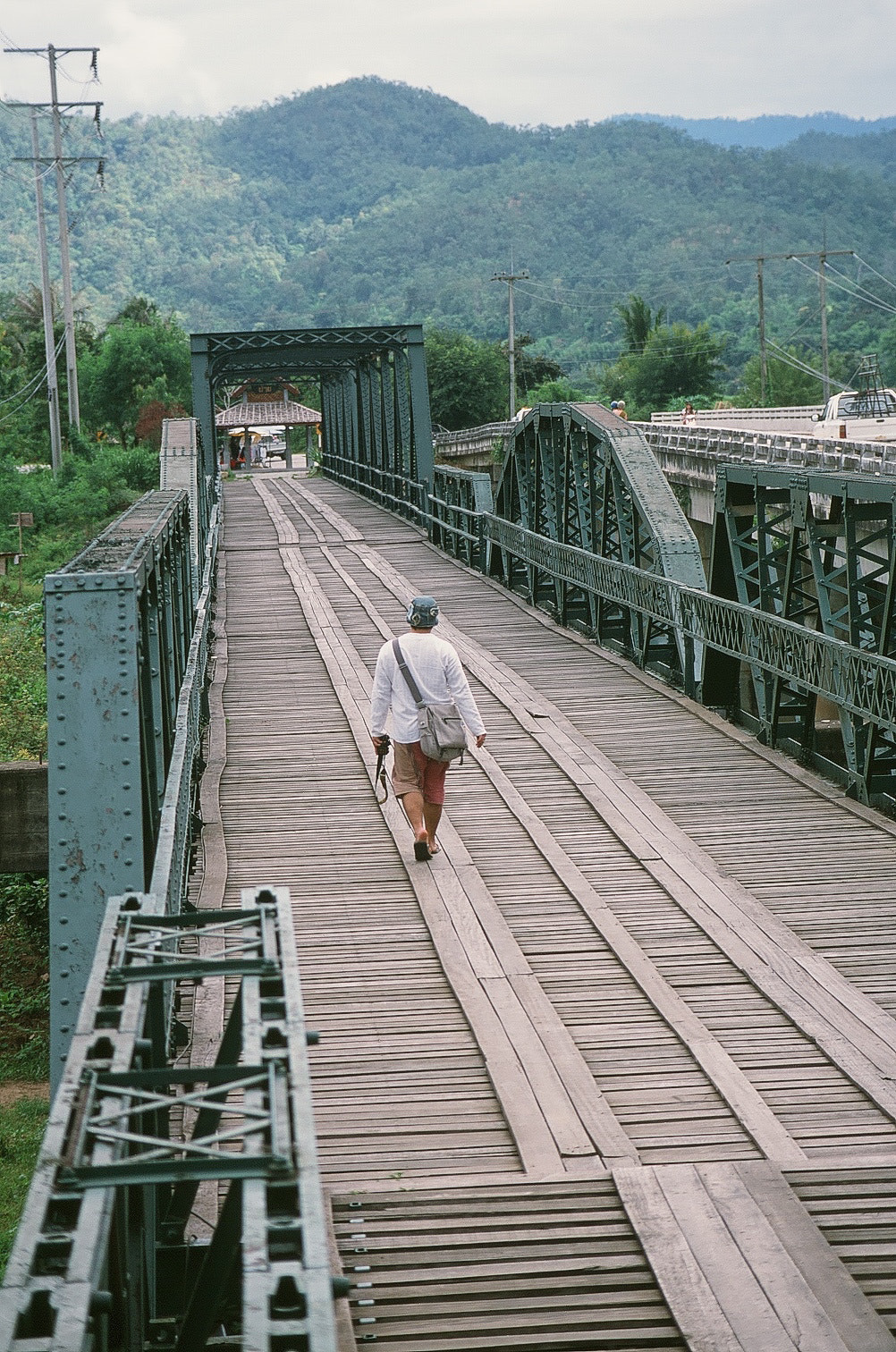
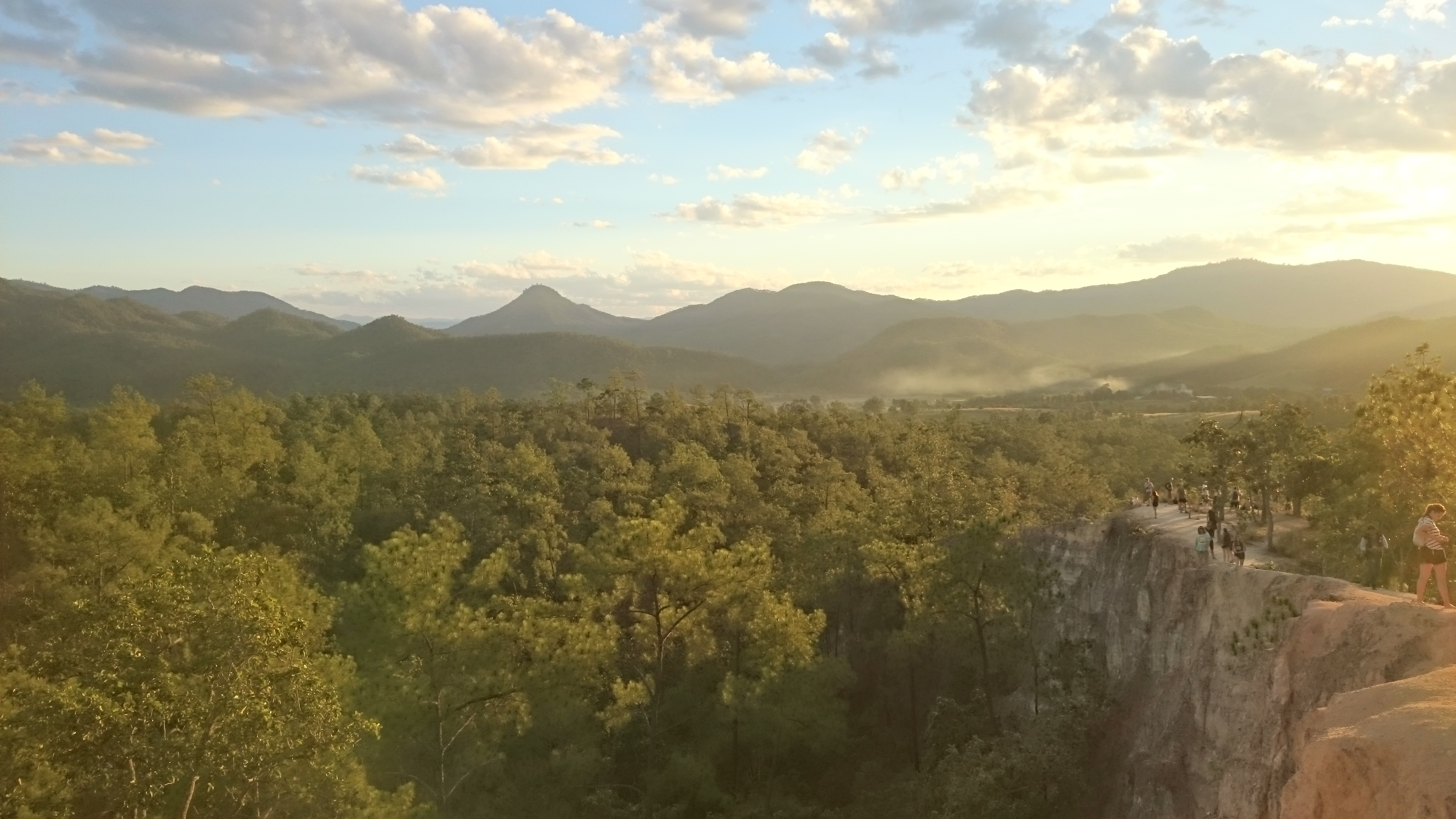
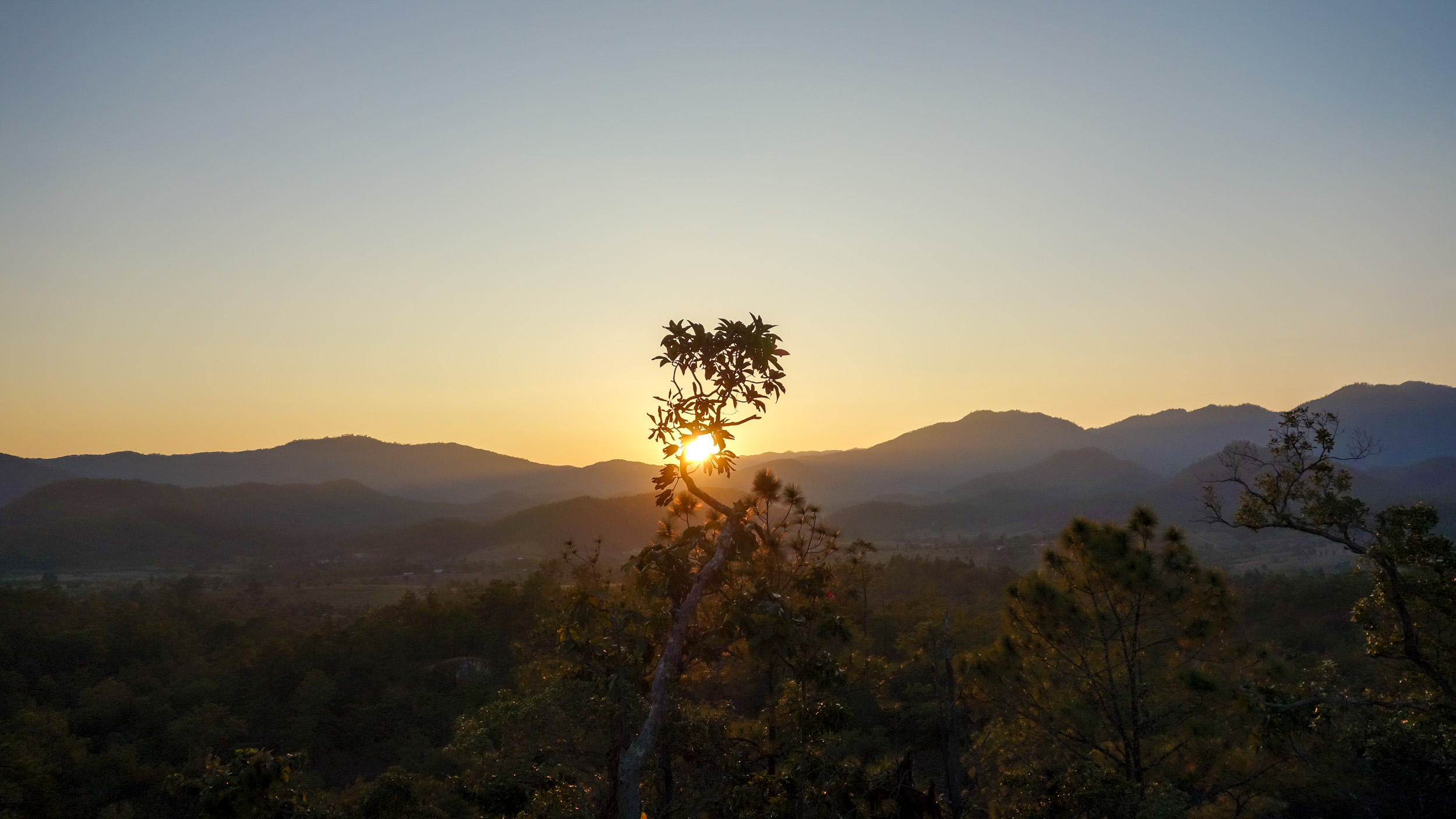